# Знаменская церковь (Знаменское, Владимирская область)
Церковь Иконы Божией Матери «Знамение» — православный храм Александровской епархии Русской православной церкви, расположенный в селе Знаменское Киржачского района Владимирской области.

## История
Церковь в селе Знаменское (Семково) построена местным вотчинником Василием Воейковым и в 1707 году освящена в честь иконы Божией Матери Знамение. К церкви были определены священник, дьячок, пономарь и просвирница.
В 1753 году вотчинниками М. П. Воейковым и П. П. Воейковым построена новая деревянная церковь и освящена также в честь Знамения Пресвятой Богородицы.
В 1829 году она сгорела, и вместо неё к 1834 году прихожанами построен уже каменный храм с такой же колокольней. Кирпичная церковь, построенная в 1829—1834 в стиле классицизма имеет вид: четверик с боковыми четырёхколонными портиками, увенчанный ротондой под куполом, с двухпридельной трапезной и колокольней.
Престолов в нём три: главный — в честь иконы Божией Матери Знамение, в тёплых приделах — Святых апостолов Петра и Павла и Святого Григория Неокесарийского.
Ведомость за 1853 год: «В теплой устроены два предела, которые в 1834 году июля 22-го и 23-го числа освящены по правую сторону во имя святых апостолов Петра и Павла, а по левую во имя святого Григория Неокесарийского».
Согласно документам Андреевского вотчинного правления имений графа Воронцова 30 октября 1869 г. Комиссия по делам духовенства Покровского уезда 2 мирового посреднического участка поставила: «Знаменскую села Знаменского (Семкого тож), церковь оставить самостоятельной. К Знаменской же церкви приписать церковь Панькова с приходом как малоприходящую. Знаменскую церковь отставить самостоятельной на том основании что: церковь села Знаменское (Семково тож) центральная в отношении деревень обоих приходов и многочисленнее прихода села Панькова…прихожане села Знаменское при истребовании от них по сему предмету отзывов, 10 сентября Комоссии заявили, что они согласно 4 пунктупостановления губ присутствия чтобы их церковь с приходом составить самостоятельной обязуются одни без приписки другого прихода для обеспечения своего причта- священника и псаломщика каждогодно платить причту в известные сроки по 500 рублей с тем чтобы священноцерковнослужители совершали все приходские требы безвозмездно, исключая молебствий, панихид, сорокоустов и годовых поминовений; для священника и псаломщика дома купить согласны, на что представили приговор… земли при обоих церквах кроме удобной 49 десятин, земля посредственная. Церковь снабжена утварью и святыми иконами достаточно; в богослужебных книгах недостака не имеется, и имеются жития святых отцов».
Приход церкви в основном состоял из деревень: Знаменское, Бухалово, Митенино, Мызжелово, Левахи. В 1860-х годах в приходе числилась также деревня Петряево.
При храме была церковно-приходская школа, в которой в 1894—1895 годах было 28 учащихся.
20 февраля 1936 года Президиум ВЦИК утвердил постановление Ивановского облисполкома от 27/10.-35 г. о закрытии под школу.
Согласно запросу председателя Совета по делам РПЦ при Совете министров СССР, по данным на начало 1962 г. в церкви с. Знаменское располагался сепараторный пункт молокозавода.

## Служители церкви
| Год     | Священник              | Псаломщик             | Дьякон                                              | Понамарь                                   |
| ------- | ---------------------- | --------------------- | --------------------------------------------------- | ------------------------------------------ |
| 1775    | Петр Григорьев         |                       |                                                     |                                            |
| 1776    | Петр Григорьев         |                       | Николай Петров                                      | Матвей Петров                              |
| 1778    | Петр Григорьев         |                       | Николай Петров                                      |                                            |
| 1786    | Петр Григорьев         |                       | Никита Петров                                       |                                            |
| 1788    | Иоанн Федоров          |                       | Никита Петров                                       | Петр Никитин                               |
| 1792    | Иоанн Федоров          |                       | Никита Петров                                       | Петр Никитин                               |
| 1799    | Иоанн Федоров          |                       | Никита Петров                                       | Федор Алексеев                             |
| 1806    | Алексей Спиридонов     |                       | Никита Петров                                       | Федор Алексеев                             |
| 1817    | Алексей Спиридонов     |                       | Тихон Захаров                                       | Федор Алексеев                             |
| 1836    | Алексей Лепорский      |                       | Иван Федорович Тихомиров , Михаил Иванович Вишняков | Федор Алексеев (заштатный) , Михаил Иванов |
| 1844    | Алексей Лепорский      |                       | Дмитрий Иванович Запекшин , Иван Жуковский (дьячок) | Василий Прозоровский                       |
| 1847    | Иоанн Лепорский        |                       | Дмитрий Иванович Запекшин, Иван Жуковский (дьячок)  | Василий Прозоровский                       |
| 02.1852 | Иоанн Лепорский        |                       | Дмитрий Иванович Запекшин                           |                                            |
| 03.1852 | Иоанн Лепорский        |                       | Иван Жуковский                                      |                                            |
| 04.1870 | Иоанн Покровский       |                       | Иван Жуковский                                      |                                            |
| 05.1870 | Иоанн Покровский       |                       | Иван Михайлович Модестов                            |                                            |
| 1873    | Иоанн Покровский       |                       | Иван Михайлович Модестов                            |                                            |
| 1882    | Федор Ефимович Соколов |                       | Иван Михайлович Модестов                            |                                            |
| 02.1887 | Федор Ефимович Соколов |                       | Иван Михайлович Модестов                            |                                            |
| 03.1887 | Федор Ефимович Соколов | Петр Константиновский |                                                     |                                            |
| 1899    | Федор Ефимович Соколов | Петр Константиновский |                                                     |                                            |
| 1900    | Андрей Горский         | Петр Константиновский |                                                     |                                            |
| 1903    | Михаил Соколов         | Алексей Аристов       |                                                     |                                            |
| 1908    | Иоанн Орлов            | Александр Петров      |                                                     |                                            |
| 1912    | Иоанн Орлов            | Сергей Аристов        |                                                     |                                            |
| 1913    | Иоанн Орлов            | Федор Ильинский       |                                                     |                                            |
| 1913    | Иоанн Орлов            | Николай Лебедев       |                                                     |                                            |
| 1914-17 | Иоанн Орлов            | Владимир Никольский   |                                                     |                                            |

Данные из Владимирского архива фонд 590.
О священниках и людях причастных к церкви :
— Пономарь Петр Никитин бракосочетался с Екатериной Яковлевой (поповской дочкой Погоста Покрова) в 10.11.1791 г.
— Федор Алексеев (Пономарь) . Дети : Агафья (28.01.1800)
— Иоанн Федоров . Дети : Никифор (6.03.1790)
— Иоанн Федоров (Священник) умер (24.11.1800) , 43 года, от чахотки.
— Диакон Михаил Иванович Вишняков, жена его Агрипина Андреева . Дети их : Михаил (06.01.1836-30.04.1836)
— Дьячок Иван Федоров, жена его Прасковья Тимофеева . Дети их : Иван (06.01.1836)
— Пономарь Михаил Иванов, жена его Надежда Тихонова . Дети их : Степан (20.01.1836)
— Федор Ефимович Соколов, жена его Елизавета Алексеева.
Дети их : Ольга (23.06.1887)
— Петр Константиновский . Дети : Елизавета
— Дмитрий Иванович Запекшин, жена Просковья Иванова . Дети : Василий (10.04.1844-07.06.1844)
— Иван Михайлович Модестов, жена Анна Андрианова . Дети их : Михаил (05.01.1885)
— Горский Андрей Степанович — священник , 1872 г.р., с. Паньково Киржачского района
19.12.1932 — арестован. Приговорён к 3 годам лишения права проживания в 12 пунктах страны
— Козлов Осип Федорович (13(01).09.1885 г.р.) крестьянин села Знаменское — певчий церкви Знаменское .
— Церковные староста декабрь 1886 год . Крестьянин д. Бухалово , Абрам Абрамович Фарстов (28(16).08.1829 г.р.). В указанной должности третье трехлетье, в 1886 году за пожертвования в приходскую церковь получил Благословление Святого Синода, без грамоты.
Выписка из «Владимирских епархиальных ведомостей» (ч. официальная) за 1878 г. № 17, стр.451,455 от 1 сентября:
Епархиальным Начальством утверждены в должности церковных старост: …Знаменскаго — крестьянин деревни Бухолово Абрам Абрамов….

## Кладбище
При церкви находилось кладбище на котором были похоронены жители приходских деревень за многие годы существования церкви. От деревни Бухалово пролегала дорога в сторону деревни Знаменское и выходила к церкви. Было и место у дороги называвшиеся «Горшечки» куда относили предметы омовения покойника (горшочек с тряпочками и соломой…), такое же место было и у дороги ведущей из деревни Левахи. После закрытия церкви и создания в её помещении сепараторного пункта, дорога стада колхозных коров пролегала через кладбище и вскоре все было затоптано ими. Ныне ни чего не напоминает об существовании церковного кладбища.

## Современность
Сегодня церковь является приписным храмом Свято-Никольского собора на Селивановой Горе города Киржача, а его настоятелем по благословению Преосвященнейшего Архиепископа Владимирского и Суздальского Евлогия назначен благочинный храмов Киржачского благочиния протоиерей Димитрий Ершов.
22 сентября 2012 года архиепископ Владимирский и Суздальский Евлогий (Смирнов) освятил купол и крест, которые позже были воздвигнуты на храм в честь иконы Божьей матери «Знаменская», что в селе Знаменском. Владыка Евлогий отметил, "Что не хочется уходить с этого благодатного места". Благословил всех присутствующих на дальнейшие труды по его восстановлению.
Церковь восстанавливается, расчищен мусор, убрана территория храма, начались восстановительные работы. Осенью 2012 года Архиепископ Владимирский и Суздальский Евлогий освятил купол, который потом был установлен на храм.